# Plan de Vigas
Plan de Vigas är en ort i Mexiko, tillhörande kommunen Almoloya de Alquisiras i den nordvästra delen av delstaten Mexiko, i den centrala delen av landet. Orten hade 661 invånare vid folkräkningen 2010.